# Sleep Dirt
Sleep Dirt je album hudebního experimentátora Franka Zappy vydané v lednu 1979 u jeho vlastní společnosti DiscReet Records.

## Seznam skladeb
Všechny skladby napsal Frank Zappa.

### Strana 1
1. "Filthy Habits" – 7:33
2. "Flambay" – 4:54
3. "Spider of Destiny" – 2:33
4. "Regyptian Strut" – 4:13

### Strana 2
1. "Time Is Money" – 2:48
2. "Sleep Dirt" – 3:21
3. "The Ocean Is the Ultimate Solution" – 13:18

## Sestava
- Frank Zappa – kytara, perkuse, klávesy, syntezátor
- Patrick O'Hearn – basová kytara
- Terry Bozzio – bicí
- George Duke – klávesy, zpěv
- Bruce Fowler – žestě
- Stephen Marcussen – mastering, ekvalizér
- Gary Panter – art director
- Dave Parlato – bass guitar
- Bob Stone – mastering, remastering, ekvalizér
- Chester Thompson – bicí
- Ruth Underwood – perkuse, klávesy
- James "Bird Legs" Youman – basová kytara, doprovodná kytara